# ميشيل فلاب
ميشيل فلاب (بالهولندية: Michel Vlap)‏ (6 فبراير 1997 بسنيك في هولندا - ) هو لاعب كرة قدم هولندي في مركز الوسط.

## روابط خارجية
- ميشيل فلاب على موقع الاتحاد الأوربي (الإنجليزية)
- ميشيل فلاب على موقع قاعدة بيانات كرة القدم.إي يو (الإنجليزية)
- ميشيل فلاب على موقع Soccerbase.com (لاعب) (الإنجليزية)
- ميشيل فلاب على موقع Soccerway.com (الإنجليزية)
- ميشيل فلاب على موقع عالم كرة القدم.نت (الإنجليزية)